# Seto
För andra betydelser, se Seto (olika betydelser).
Seto (瀬戸市, Seto-shi) är en japansk stad i prefekturen Aichi i den centrala delen av ön Honshu. Den har cirka 130 000 invånare. Staden är belägen nordost om Nagoya och ingår i denna stads storstadsområde. Seto fick stadsrättigheter 1 oktober 1929.

## Näringsliv
Seto är främst känt som ett av "Nihon Rokkoyo", Japans sex traditionella centra för keramiktillverkning. Seto har bra naturliga förutsättningar för keramik med naturlig tillgång till lera av god kvalitet för porslinstillverkning, tillverkningen har traditioner 1300 år tillbaka i tiden. Ännu idag är många av stadens invånare direkt eller indirekt sysselsatta i keramikbranschen.

## Evenemang
I södra Seto låg den mindre av de två utställningsareorna för Världsutställningen i Aichi 2005 som pågick mellan den 25 mars och den 25 september 2005.

## Källor

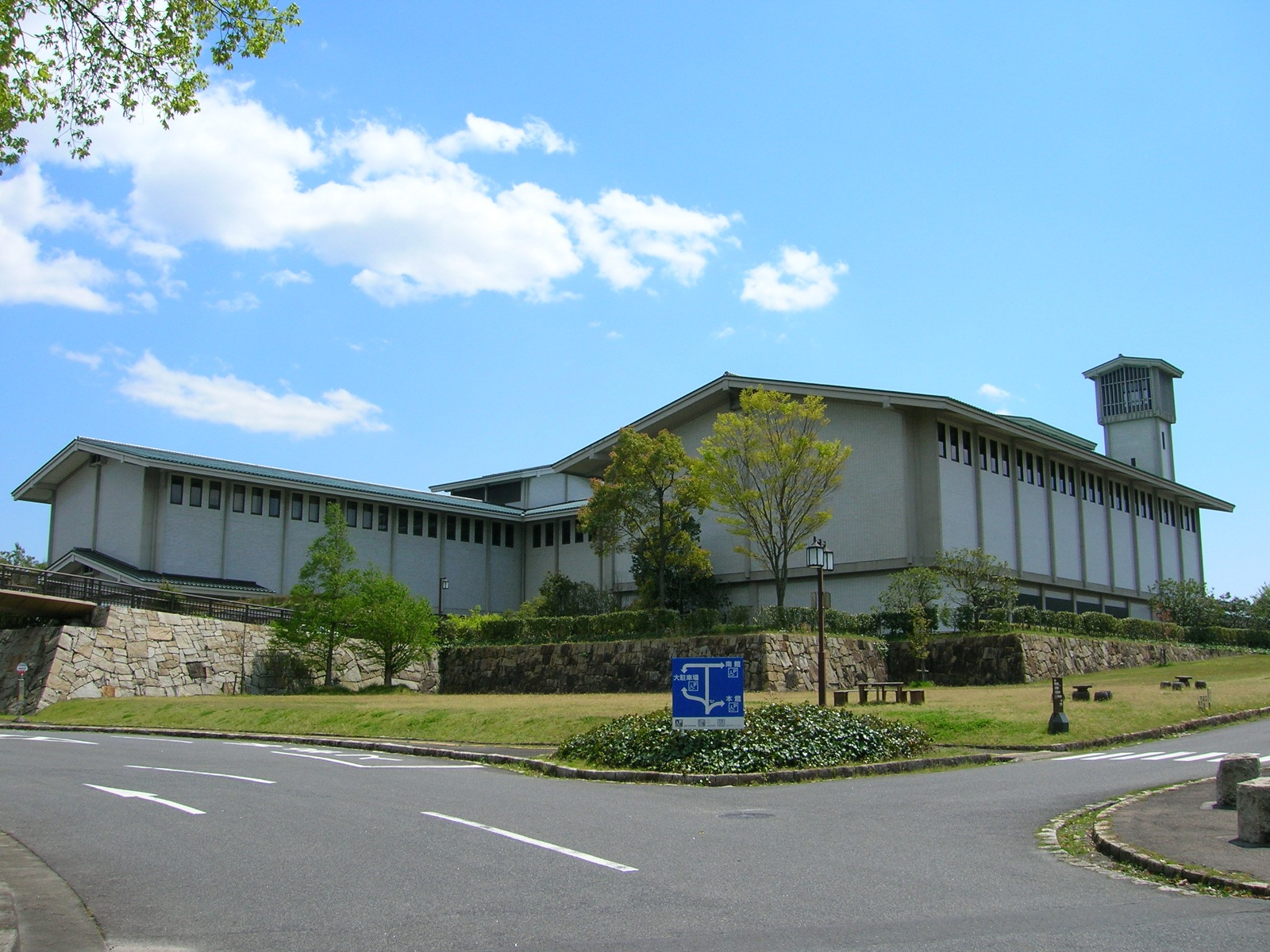
Keramiskt museum